# Giải quyết tranh chấp
Giải quyết tranh chấp là quá trình giải quyết tranh chấp giữa các bên. Thuật ngữ giải quyết tranh chấp đôi khi được sử dụng thay thế cho nhau với giải quyết xung đột, mặc dù xung đột nhìn chung có chiều sâu và lâu dài hơn tranh chấp. Các kỹ thuật giải quyết tranh chấp hỗ trợ giải quyết các mâu thuẫn giữa các bên có thể bao gồm công dân, tập đoàn và chính phủ.

## Phương pháp
Các phương thức giải quyết tranh chấp bao gồm:
- kiện tụng (tư pháp)
- trọng tài
- luật hợp tác
- hòa giải
- giảng hoà
- đàm phán
- tạo điều kiện
- sự tránh né xung đột

Về mặt lý thuyết, người ta có thể bao gồm bạo lực hoặc thậm chí chiến tranh như một phần của phổ này, nhưng các nhà giải quyết tranh chấp thường không làm như vậy; bạo lực hiếm khi chấm dứt các tranh chấp một cách hiệu quả, và thực sự, thường chỉ làm chúng leo thang.
Quy trình giải quyết tranh chấp được chia thành hai loại chính:
1. Các quy trình xét xử, chẳng hạn như tranh tụng hoặc trọng tài, trong đó thẩm phán, bồi thẩm đoàn hoặc trọng tài xác định kết quả.
2. Các quy trình đồng thuận, chẳng hạn như luật hợp tác, hòa giải, hòa giải hoặc thương lượng, trong đó các bên cố gắng đạt được thỏa thuận.

Không phải tất cả các tranh chấp, ngay cả những tranh chấp xảy ra có sự can thiệp của kỹ năng, đều có thể giải quyết. Những tranh chấp khó giải quyết như vậy tạo thành một lĩnh vực đặc biệt trong các nghiên cứu giải quyết tranh chấp.